# 가오밍이
가오밍이(高铭翼, 2001년 3월 22일 ~ )는 조선족 축구 선수이며, 포지션은 수비수이다. 한국식 이름은 고명익이다.

## 가족 관계
- 아버지: 가오중쉰
- 형: 가오준이